# Conrad Marshall Swan

Herb sir Conrada Swana

Conrad Marshall John Fisher Swan (ur. 13 maja 1924 w Kolumbii Brytyjskiej, zm. 10 stycznia 2019) – kanadyjski heraldyk, w latach 1992–1995 wielki herold Anglii (Garter Principal King of Arms).
Jego ojciec, który wyemigrował z Litwy pod koniec I wojny światowej, pochodził ze starego rodu Święcickich herbu Jastrzębiec. Ze względów praktycznych przybrał nazwisko Swan. W czasie II wojny światowej Conrad Swan służył jako kapitan w pułku madraskim (Madras Regiment) w Indiach. Po wojnie ukończył na Uniwersytecie Londyńskim studia na wydziale orientalistyki i afrykanistyki, następnie obronił prace licencjacką i magisterską na Uniwersytecie Zachodniego Ontario. Jednocześnie pogłębiał zainteresowanie sprawami Brytyjskiej Wspólnoty Narodów, co w 1955 zaowocowało doktoratem na Uniwersytecie w Cambridge.
Zajmował się pracą naukową i dydaktyczną, piastując stanowiska wykładowcy na Uniwersytecie Wniebowzięcia w Windsor, Uniwersytecie Yale i Uniwersytecie Alberty. Jednocześnie poświęcał się studiom nad heraldyką, stając się jednym z międzynarodowych autorytetów w tej dziedzinie, co znalazło wyraz w mianowaniu go na kolejne urzędy angielskiej heroldii.
W 1962 został pomocniczym heroldem (Rouge Dragon Pursuivant of Arms), w 1968 heroldem Yorku (York Herald of Arms). Na tych stanowiskach uczestniczył w uroczystościach pogrzebowych Winstona Churchilla, inwestyturze księcia Walii i brytyjskiej wizycie papieża Jana Pawła II. W 1992 został, jako pierwszy Kanadyjczyk, wielkim heroldem Anglii, którą to funkcję złożył w 1995 z powodów zdrowotnych.
Conrad Swan jest autorem wielkiej liczby publikacji naukowych i popularnonaukowych z zakresu heraldyki. Z racji swych urzędów, ale także i poza nimi, zaprojektował wielką liczbę herbów rodowych, miejskich, terytorialnych, organizacyjnych oraz udzielał licznych konsultacji heraldycznych rządowi kanadyjskiemu.
Za wybitne zasługi Swan został odznaczony Krzyżem Komandorskim Orderu Wiktorii, Wielkim Krzyżem Orderu Narodu, Krzyżem Komandorskim Orderu Zasługi RP, Krzyżem Komandorskim Orderu Wielkiego Księcia Giedymina, Krzyżem Kawalerskim Zakonu Maltańskiego.
Jest członkiem wielu towarzystw naukowych, między innymi Royal Heraldry Society of Canada, Society of Antiquaries of London, Heraldic Garden. W 1996 otrzymał honorowe członkostwo Polskiego Towarzystwa Heraldycznego.

## Publikacje
- Canada: Symbols of Sovereignty, University of Toronto Press, 1977, ISBN 978-0-8020-5346-6.
- A King from Canada (autobiografia), 2005, ISBN 978-1-84104-072-1.